# ساعت ژاپنی

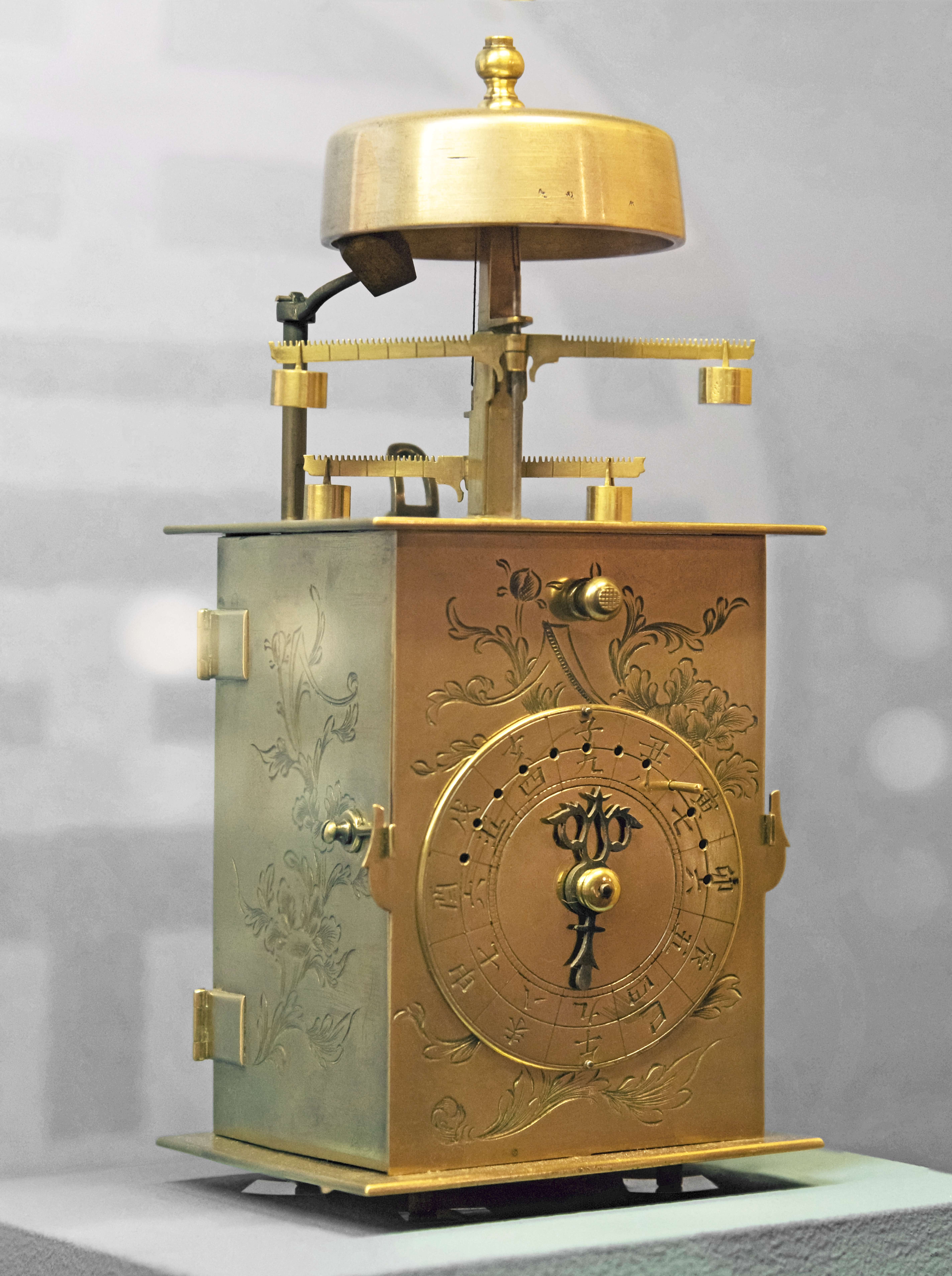
این ساعت ژاپنی قرن هجدهم با دو سرعت متفاوت کار می‌کند تا ساعات نابرابر را نشان دهد.

ساعت ژاپنی، وادوکی (به ژاپنی: 和時計, wadokei) برای نشان دادن زمان سنتی ژاپن ساخته شده‌است، سیستمی که در آن روز و شب همیشه به شش دوره تقسیم می‌شوند که در نتیجه طول آنها با فصل تغییر می‌کند.